# Mariano Casalbón
Mariano Casalbón (Belchite, 1781 - ) fue un militar y político español.

## Reseña biográfica
Fue militar, habiendo alcanzado el rango de coronel de infantería y ocupado el cargo de Gobernador Militar de Calatayud. Durante la Guerra de la Independencia española fue parte de la Junta Superior de Gobierno de Aragón.
En 1836 fue elegido parte de Junta Revolucionaria que tomó el poder en Zaragoza. En 1838, después del intento carlista de tomar Zaragoza, se formó bajo su presidencia un consejo de guerra permanente en la ciudad. En los años siguiente siguió figurando como un destacado dirigente de la Milicia Nacional en Zaragoza, fuerza armada de inclinaciones liberales y gran influencia política.
Fue nombrado jefe político superior de la provincia de Zaragoza por el Regente del Reino, Baldomero Espartero, el 22 de mayo de 1843. La caída del régimen de Espartero en 1843 acabaron con su gobierno provincial en junio, si bien en las subsiguiente revuelta proesparterista en Zaragoza en septiembre de 1843 Casalbón volvió a formar parte de la junta de gobierno.